# 盧國紀
卢国纪（1923年—2022年12月31日），四川省合川县（现重庆市合川区）人，中国企业家。民生集团创办人卢作孚之子。

## 生平
1923年出生于四川省合川县（现重庆市合川区）。毕业于国立中央大学工学院土木工程系（今东南大学土木工程学院）。
1984年卢国纪重建了停业32年的民生公司，经过20年来的发展，民生集团已成为中国最大的民营航运企业集团并涉足了其它多种产业。
卢国纪的财产约为14亿元人民币（2005年），福布斯中国富豪榜排名119位，是最年长的富豪。